# The Only One
"The Only One" pjesma je američkog sastava Evanescence, a nalazi se na njihovu drugom studijskom albumu The Open Door. Napisali su je Amy Lee i Terry Balsamo, a tema pjesme je, kako je Amy izjavila, biti izgubljen u svijetu u kojem ne pripadaš.